# Sokílnyky (Leópolis)
Sokílnyky (ucraniano: Сокі́льники; polaco: Sokolniki) es un municipio rural y pueblo de Ucrania, perteneciente al raión de Leópolis en la óblast de Leópolis.
En 2021, el municipio tenía una población de 8448 habitantes, de los cuales casi seis mil vivían en el pueblo y el resto repartidos en dos pedanías. El municipio se creó en la reforma territorial de 2020 mediante la fusión del consejo rural de Sokílnyky con el formado conjuntamente por los pueblos de Hodovytsia y Basivka; el territorio de estos tres pueblos pertenecía hasta la reforma territorial de 2020 al raión de Pustómyty.
Se conoce la existencia del pueblo en documentos desde 1397. Antes de los movimientos de población posteriores a la Segunda Guerra Mundial, era un pueblo habitado casi exclusivamente por polacos. En 1939 la zona fue anexionada por la RSS de Ucrania, que estableció en el pueblo la sede de un raión, pero en 1945 se trasladó la sede distrital a Pustómyty y desde 1946 pasó a ser el raión de Pustómyty.
Se ubica en la periferia meridional de Leópolis, a lo largo de la carretera de circunvalación E40, en la salida de las carreteras T1416 que lleva a Medénychi y E476 que lleva a Mukáchevo.